# À couteaux tirés (film, 1963)
Pour les articles homonymes, voir À couteaux tirés.
Pour plus de détails, voir Fiche technique et Distribution.
À couteaux tirés est un film français réalisé par Charles Gérard en 1963.

## Résumé
Cinq aventuriers d'envergure décident de s'approprier le fameux butin de guerre nazi, noyé au large de Monte-Carlo. Ils réussissent à s'emparer du coffre renfermant les bijoux évalués à des milliards et les documents secrets qui les accompagnent, mais tous meurent assassinés dans des circonstances mystérieuses. Le commissaire Mattei de la P.J tente de dénouer le mystère de Paris à Monte-Carlo. Il remonte la filière criminelle qui le met en présence de deux personnages ayant monté cette machiavélique combinaison meurtrière. Le trésor retourne à la mer, y entraînant les auteurs de l'affaire.

## Fiche technique
- Réalisation : Charles Gérard
- Scénario : Charles Gérard
- Adaptation : Pascal Jardin, Charles Gérard
- Dialogues : Pascal Jardin
- Images : Claude Robin
- Musique : Pétula Clark
- Décors : Jacques Mawart
- Son : André Louis
- Montage : Bernard Lefèvre
- Production : Filmatec
- Directeur de production : François Sweerts, Michel Sweerts
- Durée : 83 minutes
- Pellicule 35 mm, noir et blanc
- Genre : Policier
- Première présentation le 25 mars 1964
- Affiche : Jean Mascii (France)

## Distribution
- Françoise Arnoul : Lucy
- Marcel Dalio : Jean Grégor
- René Havard : Bobby
- Daniel Ivernel : Jean Mattei, commissaire
- Pierre Mondy : Robert Antonini
- Jacques Monod : Lucien Léonetti
- Petula Clark : Pétula
- Mercédès Molinar : Sandra
- Gérard Buhr : L'allemand
- François Maistre : Le médecin
- Ricky Cooper : L'américain
- Jean Marchat : L'ancien avocat
- Yves Barsacq : Fernand
- Jean-Jacques Steen : Un inspecteur
- Raoul Saint-Yves : Le barman
- Monique Marée
- Pierre Lacaze
- Robert Deconinck
- Luc Charpentier
- Jacques Darnel
- Christiane Oscar
- Aurélien Lintermans
- Gérard Oury